# 巨唇蛭蚓
巨唇蛭蚓（学名：Branchiobdella macroperistomium）为蛭蚓科蛭蚓属的动物，俗名巨唇蛭形蚓。在中国大陆，分布于辽宁、吉林、黑龙江等地。该物种的模式产地在辽宁本溪。